# Ulverston
Ulverston – miasto i civil parish w Wielkiej Brytanii, w Anglii, w regionie North West England, w hrabstwie Kumbria, w dystrykcie (unitary authority) Westmorland and Furness. W 2011 roku civil parish liczyła 11 678 mieszkańców.
W 1890 urodził się tu Stan Laurel.

## Miasta partnerskie
- Albert (Pikardia) od 1976